# Moderne kvinder
Moderne kvinder (originaltitel Gimme) er en amerikansk stumfilm fra 1923 af Rupert Hughes.

## Medvirkende
- Helene Chadwick som Fanny Daniels
- Gaston Glass som Clinton Ferris
- Kate Lester som Mrs. Roland Ferris
- Eleanor Boardman som Clothilde Kingsley
- David Imboden som Claude Lambert
- May Wallace som Mrs. Cecily McGimsey